# Атлантик (Айова)
Атлантик (англ. Atlantic) — город в США, административный центр округа Касс штата Айова. Население — 6792 человека (2020).

## География
Атлантик расположен по координатам 41°23′34″ с. ш. 95°01′19″ з. д. (41.392887, -95.021973). По данным Бюро переписи населения США в 2010 году город имел площадь 21,63 км², из которых 21,54 км² — суша и 0,09 км² — водоёмы.

## Демография
| Год переписи                          | Нас. |  | %±     |
| ------------------------------------- | ---- |  | ------ |
| 1870                                  | 1200 |  | —      |
| 1880                                  | 3662 |  | 205,2% |
| 1890                                  | 4351 |  | 18,8%  |
| 1900                                  | 5046 |  | 16%    |
| 1910                                  | 4560 |  | −9,6%  |
| 1920                                  | 5329 |  | 16,9%  |
| 1930                                  | 5585 |  | 4,8%   |
| 1940                                  | 5802 |  | 3,9%   |
| 1950                                  | 6480 |  | 11,7%  |
| 1960                                  | 6890 |  | 6,3%   |
| 1970                                  | 7306 |  | 6%     |
| 1980                                  | 7789 |  | 6,6%   |
| 1990                                  | 7432 |  | −4,6%  |
| 2000                                  | 7257 |  | −2,4%  |
| 2010                                  | 7112 |  | −2%    |
| 2020                                  | 6792 |  | −4,5%  |
| 1870–2020 Десятилетняя перепись в США |      |  |        |

Согласно переписи 2010 года, в городе проживало 7112 человек в 3137 домохозяйствах в составе 1906 семей. Плотность населения составляла 329 человек/км². Было 3399 квартир (157/км²).
Расовый состав населения:
| - 97,0% — белых - 0,5% — выходцев из тихоокеанских островов - 0,3% — коренных американцев - 0,3% — азиатов - 0,2% — чёрных или афроамериканцев - 1,0% — лиц других рас |

К двум или более расам принадлежало 0,6%. Доля испаноязычных составила 2,6% всего населения.
По возрастному диапазону население распределялось следующим образом: 22,6% — лица младше 18 лет, 55,4% — лица в возрасте 18-64 лет, 22,0% — лица в возрасте 65 лет и старше. Медиана возраста жителя составила 44,3 года. На 100 человек женского пола в городе приходилось 92,1 мужчины; на 100 женщин в возрасте от 18 лет и старше — 86,5 мужчин также старше 18 лет.
Средний доход на одно домашнее хозяйство составил 52 023 доллара США (медиана — 37 397), а средний доход на одну семью — 60 123 доллара (медиана — 49 133). Медиана доходов составляла 39 423 доллара для мужчин и 32 411 доллар для женщин. За чертой бедности находилось 15,3% человек, в том числе 24,0% детей в возрасте до 18 лет и 9,9% лиц в возрасте 65 лет и старше.
Гражданское трудоустроенное население составляло 3431 человек. Основные области занятости: образование, здравоохранение и социальная помощь — 24,9%, розничная торговля — 17,9%, производство — 13,3%, строительство — 8,9%.

## Персоналии
- Луис Мередит (1897—1967) — американская актриса немого кино и театра.